# Поллак, Теодор
Теодор Поллак (нем. Teodor Pollak; 1866, Тельч — 30 декабря 1916, Вена) — австро-венгерский пианист, композитор и музыкальный педагог.
Из еврейской семьи. Учился в Вене у Юлиуса Эпштейна, Антона Доора и Морица Розенталя. Бо́льшую часть жизни провёл во Львове. Концертировал, завоевав популярность исполнением произведений Франца Шуберта, Фридерика Шопена и Роберта Шумана. Публиковал салонные фортепианные пьесы — вальсы, мазурки и т. д. Вёл преподавательскую деятельность. После смерти Людвика Марека в 1893 году принял руководство его музыкальной школой. Наиболее известные ученики Поллака — Штефан Ашкенази и Игнац Лильен, учившиеся у него в 1910—1914 гг.